# Sistema nervoso periferico

Sistema nervoso periferico (in azzurro)

Si definisce sistema nervoso periferico (dei vertebrati) l'insieme dei gangli nervosi e dei nervi che si possono individuare all'esterno dell'encefalo e del midollo spinale. Il SNP assicura il collegamento con le altre parti del corpo. A seconda della zona, i nervi si distinguono in nervi cranici (12 paia) e nervi spinali (31 paia). I gangli nervosi sono dei particolari raggruppamenti di neuroni, addetti alla ricezione delle informazioni dai recettori.
Il sistema nervoso periferico (SNP) si può suddividere in due sottocategorie: il sistema sensoriale e il sistema motorio.

## Sistema sensoriale
Il sistema sensoriale è composto da due tipi di neuroni, dei quali uno riceve le informazioni provenienti dall'ambiente esterno (quindi dagli organi di senso come le orecchie o gli occhi) e l'altro è atto a trasportare fino al cervello le informazioni provenienti dal corpo della persona (es. concentrazione di anidride carbonica nel sangue). Esso è anche composto da una serie i nervi chiamati polistici e antipolistici, che facilitano le azioni come il movimento dei muscoli e lo scorrimento fluido del sangue.

## Sistema motorio
Il sistema motorio si può suddividere a sua volta in somatico (o volontario) e autonomo. 
- Il sistema somatico o volontario trasmette i segnali ai muscoli scheletrici, in particolare quando c'è da attuare una risposta veloce ad uno stimolo di pericolo, come una scossa o una scottatura: sono i riflessi. Comunque gran parte degli stimoli del sistema somatico sono volontari.
- Il sistema autonomo vanta una gamma di reazioni non volontarie, che muovono in due direzioni in funzione del fatto che siano generate dal sistema simpatico o dal sistema parasimpatico.